# Aviano
Aviano (furlanski: Avian) je grad i općina (comune) u sjevernoj Italiji u Pokrajini Pordenone u pokrajini Furlanija-Julijska krajina.
Aviano je danas najpoznatiji po zračnoj bazi Ratnog zrakoplovstva SAD-a (USAF).

## Zemljopisne karakteristike
Aviano leži u podnožju Dolomita, udaljen 12 km od središta provincije Pordenonea i 60 km od Udina. Od Aviana do poznatog skijališta Piancavalo (1,267 m), koje je dio (frazione) Aviana ima 16 km.

## Povijest
Rimljani su pokorili taj kraj oko 186. pr. Kr.
Današnji Aviano je kao naselje nastao početkom 10. stoljeća oko srednjovjekovne utvrde, koju su izgradili lokalni feudalci - vazali Akvilejske biskupije. Od 1420. je pod vlašću
Mletačke Republike, nakon napoleonskih ratova, početkom 19. stoljeća Aviano je kao i čitav kraj bio uključen u habsburšku tvorevinu Kraljevstvo Lombardija-Venecija. Od 1866. je dio Kraljevine Italije, koja je 1911. izgradila prvu vojnu zračnu luku, tako da je Aviano kolijevka talijanskog ratnog zrakoplovstva.

## Znamenitosti Aviana
- Ostatci utvrde iz prve polovice 10. stoljeća, na brdu pored grada, od kojeg su ostali; dva tornja, donžon i bedemi.
- Katedrala (Duomo) San Zenone, podignuta između 1775. – 1832., posjeduje freske iz 10. i 17. stoljeća, koje se pripisuju školi Paola Veronesea.

### Zračna baza Aviano
Amerikanci su počeli rabiti Aviano, odmah po završetku Drugog svjetskog rata kao pomoćnu zračnu luku u kojem su se izmjenjivale razne eskadrile. Nakon potpisivanja sporazuma između talijanske i američke vlade 1955. godine u Aviano je iz Udina premješteno vrhovno zapovjedništvo Ratnog zrakoplovstva SAD-a (USAF) za Italiju. 
Uloga Aviana je značajno porasla 1991. godine u doba Zaljevskog rata kad je Aviano bio baza za strateške rezerve. Aviano je dobio još više na značaju kad je 1992. premješteno zapovjedništvo 16 brigade lovačkog zrakoplovstva za hitne operacije i zapovjedništvo 401 brigade (401 Fighter Wing) iz baze Torrejon u Španjolskoj. Aviano je od tad sjedište dviju eskadrila lovaca F-16 (510 i 555 eskadrila) koje su tu premještene iz baze Ramstein u Njemačkoj 1994. Ta brigada je 1994. godine preimenovana iz 401 u 31 brigadu, i reorganizirana tako da danas ima 4 eskadrile lovačkih zrakoplova. Od tada je Aviano stalna baza NATO-a koju vode Amerikanci, a u kojoj rade Talijani rade kao pomoćno osoblje.

## Vanjske poveznice
- Službene stranice grada
- 31 lovačka brigada iz Aviana  Arhivirana inačica izvorne stranice od 22. svibnja 2021. (Wayback Machine)
- Aviano Blog (iz zračne baze Aviano)